# Diversidad sexual en Namibia
Las personas LGBTI en Namibia se enfrentan a ciertos desafíos legales y sociales no experimentados por otros residentes. La homosexualidad masculina era ilegal en Namibia y se castigaba con prisión, pero la Corte Suprema en junio de 2024 declaró estas leyes como inconstitucionales.
Las declaraciones de los líderes del gobierno, tales como Sam Nujoma, Theopolina Mushelenga y Jerry Ekandjo, en cuanto a los gais y las lesbianas han atraído tanto condenas nacionales como internacionales. El exministro de Justicia y asesor del ministro de Interior, Ngarikutuke Tjiriange, está activamente calentando el debate público en contra de la igualdad de derechos para los homosexuales. Sin embargo, los ataques contra los homosexuales van en aumento desde la independencia del país en 1990. Mr Gay Namibia 2011, Wendelinus Hamutenya, por ejemplo, fue asaltado y herido en un ataque homófobo en Windhoek y todavía está bajo protección policial.
Grupos a favor de los derechos LGBT, como Sister Namibia y Rainbow Project, operan libremente en las principales ciudades de Namibia. No hay información sobre la historia de la ciudadanía LGBT antes de 1990.

## Legalidad de la homosexualidad
En junio de 2024, la Corte Suprema de Namibia en Windhoek dictaminó que los delitos de "sodomía" y "delitos sexuales antinaturales" del derecho consuetudinario de Namibia eran inconstitucionales e inválidos. La Corte también dictaminó el mismo día que la inclusión de referencias al delito de sodomía en la Ley de Procedimiento Penal, la Ley de Inmigración y la Ley de Defensa era igualmente inconstitucional e inválida.